# Musique des Tziganes de Roumanie
Albums de Taraf de Haïdouks
Dumbala Dumba Band of Gypsies
Musique des Tziganes de Roumanie est le premier album du groupe de musique tzigane Taraf de Haïdouks sorti en 1991 sur le label Crammed Discs

## Titres
1. Rind de hore (Suite de danses)
2. Ardeleneasca sirba Bulgara
3. Balada conducatorului (La Ballade du dictateur)
4. Sirba lui mitica gindac
5. Sirba de la ruseanca
6. Dragoste de la Golasei (Chanson d'amour de Clejani)
7. Sirba lui cacurica
8. Sirba de la golasei
9. Cintec batrinesc de haiduk (Ballade de Haiduk)
10. Cintec de superare tiganesc
11. Jamparale ca la vadulat
12. In curte la stepfan voda (Ballade à la cour du Seigneur)
13. Cintec de superare tiganesc (Chanson triste tsigane)
14. Cimpoiu
15. Indiaca